# Rożanka Wyżna
Rożanka Wyżna (lub Różanka Wyżna, ukr. Верхня Рожанка) – wieś na Ukrainie, w rejonie stryjskim (do 2020 roku w rejonie skolskim) obwodu lwowskiego. Wieś liczy 1134 mieszkańców.
W II Rzeczypospolitej do 1934 samodzielna gmina jednostkowa, następnie należała do zbiorowej wiejskiej gminy Sławsko. Początkowo w powiecie skolskim, a od 1932 w powiecie stryjskim w woj. stanisławowskim. 
Po wojnie wieś weszła w struktury administracyjne Związku Radzieckiego.